# Lijek za COVID-19
Lijek za COVID-19 je predstavljen istraživanjem za razvoj terapijskog lijeka na recept koji bi ublažio ozbiljnost koronavirusne bolesti COVID-19. Na međunarodnoj razini do prosinca 2020. nekoliko stotina tvrtki za lijekove, biotehnološke tvrtke, sveučilišne istraživačke skupine i zdravstvene organizacije razvijale su preko 500 potencijalnih terapija za bolest COVID-19 u različitim fazama pretkliničkih ili kliničkih istraživanja.
Međunarodna platforma za registraciju kliničkih ispitivanja SZO-a zabilježila je 536 kliničkih studija za razvoj terapija za post-infekcije COVID-19, s brojnim utvrđenim antivirusnim spojevima za liječenje drugih infekcija u okviru kliničkih istraživanja koja se trebaju zamijeniti.
U ožujku, SZO je pokrenuo "Ispitivanje o soliditetu" u 10 zemalja, upisujući tisuće ljudi zaraženih COVID-19 kako bi procijenili učinke liječenja četiri postojeća antivirusna spoja s najviše obećanja o učinkovitosti. U travnju 2020. uspostavljen je dinamičan, sustavni pregled kako bi se pratio napredak registriranih kliničkih ispitivanja za cjepivo protiv COVID-19 i terapeutskih lijekova.
Razvoj cjepiva i lijekova proces je u više faza, koji obično zahtijeva više od pet godina da bi se osigurala sigurnost i učinkovitost novog spoja. U veljači 2020. godine, SZO je rekao da ne očekuje da će cjepivo protiv SARS-CoV-2 - uzročnika virusa COVID-19 - postati dostupno za manje od 18 mjeseci i konzervativne procjene vremena potrebnog za dokazivanje sigurnost. Međutim, oko šest kandidata cjepiva je odobreno za korištenje u hitnim slučajevima.
Od prosinca 2020. mnogobrojni lijekovi, uključujući favipiravir, remdesivir i lopinavir koji su korišteni u međunarodnom ispitivanju solidarnosti, bili su u posljednjoj fazi testiranja na ljudima - klinička ispitivanja faze III-IV - dok u je studenom 17 kandidata za cjepivo ušlo u drugu i treću fazu ljudske sigurnosti, doziranja i ocjene učinkovitosti, faza II-III.

## Postupak
Razvoj lijeka je postupak predstavljanja novog cjepiva za zarazne bolesti ili terapijskog lijeka na tržište nakon što se olovni spoj identificira postupkom otkrivanja lijeka. Uključuje laboratorijska istraživanja mikroorganizama i životinja, podnošenje zahtjeva za regulatornim statusom, na primjer putem FDA-e, za ispitivanje novog lijeka za pokretanje kliničkih ispitivanja na ljudima, a može uključivati i korak dobivanja regulatornog odobrenja s novom primjenom lijeka za stavljanje lijeka na tržište. Čitav postupak - od koncepta preko pretkliničkih ispitivanja u laboratoriju do razvoja kliničkih ispitivanja, uključujući ispitivanja faze I – III - do odobrenih cjepiva ili lijekova obično traje više od deset godina.

## Razvoj

### Pretklinička ispitivanja i faza I-II
Pokusi prve faze ispituju prvenstveno sigurnost i preliminarno doziranje kod nekoliko desetaka zdravih ispitanika, dok ispitivanja faze II - nakon uspjeha u fazi I - procjenjuju terapijsku učinkovitost protiv bolesti COVID-19 pri rastućim razinama doze (djelotvornost na temelju biomarkera), istodobno usko procjenu mogućih štetnih učinaka terapije kandidata (ili kombinirane terapije), obično kod stotine ljudi. Uobičajeni dizajn ispitivanja za faze II studija mogućih lijekova COVID-19 randomiziran je, kontroliran placebom, zaslijepljen i provodi se na više mjesta, istodobno određujući preciznije, učinkovitije doze i nadzirući neželjene učinke.
Stopa uspjeha ispitivanja faze II za prelazak u fazu III (za sve bolesti) iznosi oko 31%, a posebno za zarazne bolesti oko 43%. Ovisno o njegovom trajanju (duže skuplje) - obično u razdoblju od nekoliko mjeseci do dvije godine - ispitivanje faze II prosječne duljine košta 57 milijuna američkih dolara (2013. dolara, uključujući pretkliničke troškove i troškove faze I). Uspješno završeno ispitivanje faze II ne pouzdano predviđa da će lijek kandidat biti uspješan u istraživanju faze III.

### Faza II-III
Pokusi faze III za COVID-19 uključuju stotine do tisuće hospitaliziranih sudionika i ispituju učinkovitost liječenja kako bi se smanjili učinci bolesti, uz istovremeno praćenje neželjenih učinaka u optimalnoj dozi, kao u multinacionalnim pokusima Solidarnost i Otkriće.
13. listopada 2020., ispitivanje faze II-III na liječenju kandidatima korištenjem tehnologije monoklonskih antitijela koju su razvili AbCellera Biologics i Eli Lilly, bamlanivimab (LY-CoV555), zaustavljeno je zbog sigurnosnih razloga.
26. listopada 2020. Eli Lilly objavio je da je kliničko ispitivanje ACTIV-3 Nacionalnog instituta za zdravstvo (NIH) koje je ocjenjivalo njegovo monoklonsko antitijelo, bamlanivimab (LYCoV555), utvrdilo da bamlanivimab nije učinkovit u liječenju ljudi hospitaliziranih s COVID-19. Ostale studije, uključujući ispitivanje NIH ACTIV-2 i vlastito ispitivanje BLAZE-1, nastavit će procjenjivanje bamlanivimaba.
Prema izvoru koji izvještava o ranim fazama kliničkih ispitivanja potencijalnih terapija post-infekcije COVID-19, bilo je u tijeku ili je planirano započeti do listopada 2020. godine preko 230 ispitivanja faze II.

### Hitna uporaba
7. listopada 2020., Eli Lilly podnijeli su američkoj Upravi za hranu i lijekove (FDA) zahtjev za odobrenje za hitnu uporabu (FDA) za monoterapiju LY-CoV555 kod osoba s višim rizikom kojima je dijagnosticirana blaga do umjerena COVID-19. Bamlanivimab (LY-CoV555) je neutralizirajuće monoklonsko antitijelo IgG1 (mAb) usmjereno protiv proteina klasja SARS-CoV-2. Testira se u ispitivanjima BLAZE-1, BLAZE-2 i ACTIV-3.
Američka uprava za hranu i lijekove izdala je 9. studenoga 2020. odobrenje za hitnu upotrebu za ispitivanu terapiju monoklonskim antitijelima bamlanivimabom za liječenje blagog do umjerenog COVID-19. Bamlanivimab je odobren za osobe s pozitivnim rezultatima izravnog testiranja na SARS-CoV-2 koji imaju dvanaest godina i više i teže najmanje 40 kilograma i kojima prijeti opasnost od prelaska u teški COVID-19 ili hospitalizacije . To uključuje one koji imaju 65 ili više godina ili koji imaju određena kronična zdravstvena stanja.

## Lijekovi protiv COVID-19

### Klorokin i hidroksiklorokin
Klorokin je lijek protiv malarije koji se koristi i protiv nekih autoimunih bolesti. Svjetska zdravstvena organizacija (WHO) objavila je 18. ožujka da će klorokin i s njim povezani hidroksiklorokin biti među četiri lijeka koja su proučavana u sklopu multinacionalnog kliničkog ispitivanja Solidarnost.
Američki predsjednik Donald Trump potaknuo je 19. ožujka uporabu klorokina i hidroksiklorokin tijekom nacionalne tiskovne konferencije. Te su potpore dovele do masovnog povećanja javne potražnje za lijekove u Sjedinjenim Državama. Guverner New Yorka Andrew Cuomo najavio je da će ispitivanja klorokina i hidroksiklorokin-a u državi New York započeti 24. ožujka. Američka uprava za hranu i lijekove (FDA) odobrila je 28. ožujka uporabu hidroksiklorokin sulfata i klorokin fosfata prema odobrenju za hitne slučajeve (EUA), koje je kasnije ukinuto zbog rizika od srčanih neželjenih događaja. Lijek je odobren prema EUA kao eksperimentalni tretman za hitnu upotrebu kod hospitaliziranih pacijenata.
9. travnja, Nacionalni zavodi za zdravlje započeli su prvo kliničko ispitivanje kako bi se procijenilo je li hidroksiklorokin siguran i učinkovit za liječenje COVID-19. Studija veterana objavila je rezultate 21. travnja sugerirajući da su pacijenti hospitalizirani COVID-19 liječeni hidroksiklorokinom vjerojatnije umrli od onih koji uopće nisu bili liječeni, nakon korekcije kliničkih karakteristika.
FDA je 24. travnja upozorila da se lijek ne upotrebljava izvan bolnice ili kliničkog ispitivanja nakon pregleda izvještaja o štetnim učincima, uključujući ventrikularnu tahikardiju, ventrikularnu fibrilaciju i u nekim slučajevima smrt. Prema ABX Vodiču za COVID-19 Johnsa Hopkinsa, "Hidroksiklorokin može uzrokovati produljeni QT interval, a oprez treba biti kod kritično bolesnih bolesnika s COVID-19 koji mogu imati srčanu disfunkciju ili ako se kombiniraju s drugim lijekovima koji uzrokuju produljenje QT intervala". Također se preporučao oprez u odnosu na kombinaciju klorokin i hidroksiklorokin s tretmanima koji bi mogli inhibirati enzim CYP3A4 (pomoću kojih se ti lijekovi metaboliziraju). Kao takva, kombinacija bi mogla neizravno rezultirati višom razinom klorokina i hidroksiklorokin u plazmi, a time i povećati rizik za značajno produljenje QT intervala. Inhibitori CYP3A4 uključuju azitromicin, ritonavir i lopinavir.
5. lipnja prekinuta je upotreba hidroksiklorokinina u UK RECOVERY, jer je privremena analiza od 1.542 tretmana pokazala da ne donosi korist za smrtnost ljudima hospitaliziranim s teškom infekcijom COVID-19 tijekom 28 dana promatranja.
Dana 15. lipnja FDA je opozvala odobrenje za hitnu uporabu hidroksiklorokina i klorokina, navodeći da, iako se evaluacija oba ova lijeka u kliničkim ispitivanjima nastavlja, FDA (nakon međuresornih konzultacija s Biomedicinskim tijelom za napredna istraživanja i razvoj (BARDA)) zaključila je da, temeljeno na novim informacijama i ostalim raspravljenim informacijama "... više nije razumno vjerovati da oralne formulacije hidroksiklorokin (HCQ) i klorokin (CQ) mogu biti učinkovite u liječenju COVID-19, niti je razumno vjerovati da poznate i potencijalne koristi ovih proizvoda premašuju njihove poznate i potencijalne rizike ".
23. srpnja objavljeni su rezultati multicentričnog, randomiziranog, otvorenog, kontroliranog ispitivanja s tri skupine na 667 sudionika u Brazilu koji nisu pronašli nikakvu korist od upotrebe hidroksiklorokin-a, samostalno ili s azitromicinom, za liječenje blagog do umjerenog COVID- 19. U srpnju je američki predsjednik Donald Trump još jednom promovirao upotrebu lijeka suprotstavljajući se različitim službenicima javnog zdravstva, uključujući ravnatelja Nacionalnog instituta za alergije i zarazne bolesti dr. Anthony Faucija.
U studenom 2020., kliničko ispitivanje američkog Nacionalnog instituta za zdravlje koje je ocjenjivalo sigurnost i učinkovitost hidroksiklorokin za liječenje odraslih s COVID-19 službeno je zaključilo da lijek ne pruža kliničku korist hospitaliziranim pacijentima.

#### Neslaganje
Zbog zabrinutosti zbog sigurnosti i dokaza o srčanim aritmijama koje dovode do veće stope smrtnosti, WHO je u svibnju 2020. suspendirao hidroksiklorokinov dio multinacionalnog ispitivanja Solidarnosti. SZO je u ispitivanje Solidarnost upisao 3.500 pacijenata iz 17 zemalja. Istraživanje oko ove suspenzije, koje je osigurala tvrtka nazvana Surgisphere sa sjedištem u Chicagu, došlo je u pitanje zbog pogrešaka u osnovnom skupu podataka. Autori studije kasnije su ispravili pogreške u podacima, ali u početku su ostali čvrsti u svojim zaključcima. Potom je povlačenje studije troje njezinih autora objavilo The Lancet 4. lipnja 2020. Autori su naveli da je njihov razlog povlačenja bio taj što Surgisphere nije uspio surađivati s neovisnim pregledom podataka korištenih za istraživanje ne dopuštajući da se takav pregled održi.
WHO je odlučio nastaviti ispitivanje 3. lipnja, nakon što je razmotrio sigurnosne probleme koji su postavljeni. Govoreći na tiskovnom brifingu, generalni direktor SZO-a Tedros Adhanom Ghebreyesus izjavio je da je odbor pregledao dostupne podatke o smrtnosti i da nije našao "nijedan razlog za modificiranje suđenja".
WHO je 4. srpnja prekinuo pokus s hidroksiklorokinom na temelju dokaza predstavljenih na srpanjskom summitu WHO-a o istraživanju i inovacijama COVID-19. SZO je navela da "privremeni rezultati ne pružaju čvrste dokaze o povećanoj smrtnosti prekinut je kad privremeni rezultati nisu pronašli značajno smanjenje smrtnosti kod hospitaliziranih pacijenata.

### Deksametazon
Deksametazon je kortikosteroidni lijek koji se koristi za više stanja, kao što su reumatski problemi, kožne bolesti, astma i kronična opstruktivna bolest pluća. Višecentrično, randomizirano kontrolirano ispitivanje deksametazona u liječenju sindroma akutnog respiratornog distresa (ARDS), objavljeno u veljači 2020., pokazalo je smanjenu potrebu za mehaničkom ventilacijom i smrtnošću.
Dana 16. lipnja, suđenje Oporavak Sveučilišta u Oxfordu objavilo je priopćenje za javnost u kojem se objavljuju preliminarni rezultati da bi lijek mogao smanjiti smrtnost za oko trećinu sudionika na ventilatorima i za oko petinu sudionika na kisiku; nije koristilo pacijentima kojima nije bila potrebna respiratorna podrška. Istraživači su procijenili da je liječenje 8 pacijenata na ventilatorima s deksametazonom spasilo jedan život, a liječenje 25 pacijenata s kisikom jedan život. Nekoliko stručnjaka zahtijevalo je da se cjeloviti skup podataka brzo objavi kako bi se omogućila šira analiza rezultata. Preprint je objavljen 22. lipnja, a recenzirani članak pojavio se 17. srpnja.
Na temelju tih preliminarnih rezultata, američki Nacionalni institut za zdravstvo (NIH) preporučio je liječenje deksametazonom za pacijente s COVID-19 koji su mehanički ventilirani ili kojima je potreban dodatni kisik, ali nisu mehanički ventilirani. NIH preporučuje da se deksametazon ne upotrebljava u bolesnika s COVID-19 koji ne trebaju dodatni kisik. U srpnju 2020. Svjetska zdravstvena organizacija (WHO) izjavila je da su u postupku ažuriranja smjernica za liječenje tako da uključuju deksametazon ili druge steroide.
U srpnju 2020. Europska agencija za lijekove (EMA) započela je s pregledom rezultata iz skupine ispitivanja RECOVERY koja je uključivala uporabu deksametazona u liječenju bolesnika s COVID-19 primljenih u bolnicu radi davanja mišljenja o rezultatima. Posebno se usredotočio na potencijalnu uporabu lijeka za liječenje odraslih osoba s COVID-19.
U rujnu 2020. SZO je objavio ažurirane smjernice za upotrebu kortikosteroida za COVID-19. SZO preporučuje sistemske kortikosteroide, a ne nikakve sistemske kortikosteroide za liječenje ljudi s teškim i kritičnim COVID-19 (snažna preporuka, temeljena na dokazima umjerene sigurnosti). SZO predlaže da se kortikosteroidi ne koriste u liječenju osoba s ne-teškim COVID-19 (uvjetna preporuka, na temelju dokaza male sigurnosti).
U rujnu 2020. Europska agencija za lijekove (EMA) odobrila je upotrebu deksametazona kod odraslih i adolescenata (u dobi od dvanaest godina i težini najmanje 40 kg) kojima je potrebna dodatna terapija kisikom. Deksametazon se može uzimati oralno ili se daje kao injekcija ili infuzija (kapanje) u venu.

### Favipiravir
Kineska klinička ispitivanja u Wuhanu i Shenzhenu tvrdila su da pokazuju da je favipiravir "očito učinkovit". Od 35 pacijenata u Shenzhenu test je bio negativan u srednjem trajanju od 4 dana, dok je duljina bolesti bila 45 dana u 45 pacijenata koji ga nisu primili. U studiji provedenoj u Wuhanu na 240 bolesnika s upalom pluća polovica je dobila favipiravir, a polovica umifenovir. Znanstvenici su otkrili da su se pacijenti brže oporavljali od kašlja i vrućice kada su liječeni favipiravirom, ali da nije došlo do promjene broja pacijenata u svakoj skupini koji su prešli u poodmakle faze bolesti koje zahtijevaju liječenje ventilatorom.
22. ožujka 2020. Italija je odobrila lijek za eksperimentalnu uporabu protiv COVID-19 i započela provođenje ispitivanja u tri regije koje su najviše pogođene bolešću. Talijanska farmaceutska agencija podsjetila je javnost da su postojeći dokazi u prilog lijeku oskudni i preliminarni.
30. svibnja 2020. rusko Ministarstvo zdravlja odobrilo je generičku verziju favipiravira pod nazivom Avifavir, koja se pokazala vrlo učinkovitom u prvoj fazi kliničkih ispitivanja.
U lipnju 2020. Indija je odobrila uporabu generičke verzije favipravira nazvane FabiFlu, koju je razvio Glenmark Pharmaceuticals, u liječenju blagih do umjerenih slučajeva COVID-19.

### Remdesivir
Analog nukleotida, remdesivir je kandidat za antivirusni lijek izvorno razvijen za liječenje bolesti virusa ebole. To je specifično adenozin analog koji se ubacuje u virusne RNA lance, uzrokujući prerano pucanje lanaca. Proučavan je kao mogući tretman nakon infekcije COVID-19. U svibnju 2020. održano je devet ispitivanja faze III na remdesiviru u nekoliko zemalja. U studenom 2020. Svjetska zdravstvena organizacija ažurirala je svoje smjernice o terapiji za COVID-19 tako da uključuje uvjetnu preporuku protiv upotrebe remdesivira, potaknutu rezultatima ispitivanja solidarnosti SZO.

### Casirivimab/imdevimab
21. studenoga 2020., Američka uprava za hranu i lijekove (FDA) izdala je odobrenje za hitnu uporabu (EUA) za casirivimab i imdevimab koji se daju zajedno za liječenje blagog do umjerenog COVID-19 kod ljudi starijih od 12 godina i starijih s težinom od najmanje 40 kilograma (88 lb) s pozitivnim rezultatima izravnog testiranja na SARS-CoV-2 i kod kojih postoji visok rizik od prelaska u teški COVID-19. To uključuje one koji imaju 65 ili više godina ili koji imaju određena kronična zdravstvena stanja.